# Mumu
Pour plus de détails, voir Fiche technique et Distribution.
Mumu est un film français réalisé par Joël Séria et sorti en 2010.
Le scénario, de veine largement autobiographique, a été écrit par le réalisateur dès 1993. Il s'agit donc d'un projet de longue date pour Joël Séria, qui n'avait pas réalisé de long-métrage depuis 1987.

## Synopsis
En 1947, Roger Lantier, 11 ans, est une nouvelle fois renvoyé de son collège, au désespoir de son père qui, faute de place en maison de correction, le place dans un nouveau collège où sévit Mlle Mulard, surnommée « Mumu », une enseignante très sévère. Cette rencontre va marquer à jamais le jeune collégien.

## Fiche technique
- Titre : Mumu
- Réalisation : Joël Séria
- Scénario : Joël Séria
- Musique : Reinhardt Wagner
- Décors : Jean-Pierre Bazerolle
- Costumes : Suen Mounicq
- Photographie : Pascal Gennesseaux
- Son : François Lalande
- Montage : Svetlana Vaynblat[1]
- Production : Jacques Driencourt
- Société de production : Berfilms
- Société de distribution : Gébéka Films
- Genre : comédie dramatique
- Pays de production :  France
- Langue : français
- Durée : 90 minutes
- Date de sortie :
  - France : 6 juin 2010
- Classification France : tous publics lors de sa sortie

## Distribution
- Sylvie Testud : « Mumu », Mlle Mulard, l'institutrice
- Balthazar Dejean de la Bâtie : Roger Lantier, 11 ans
- Jean-François Balmer : le curé
- Hugues Gangueux : Landreau
- Bruno Lochet : « Saucisse », le pion
- Dominique Pinon : le père de Roger
- Michel Galabru : Gâtineau, le vieil acteur
- Valentin Ferey : Perchard, le meilleur ami de Roger
- Helena Noguerra : la mère de Perchard (Françoise Rotaillot)
- Prune Lichtlé : la mère de Roger
- Antoine de Caunes : le colonel aveugle
- Margaux Masia : Maria
- Sylvie Huguel : la bonne du colonel
- Emmanuel Delivet : l'évêque
- Amandine Chauveau : l'institutrice des filles
- Guillaume Crozat : le médecin
- Samuel Suter : 1er gendarme
- Stéphane Cachelin : 2e gendarme
- Maxence Bannier : Antoine (un élève de la classe)
- Romain Rouan : un élève de la classe
- Romain Bricout  :un élève de la classe
- Alice Campoy: la jeune fille blonde
- Margot Puigserver: la jeune fille brune

## Autour du film
- Prune Lichtlé, qui interprète la mère de Roger, est dans la vie la fille du réalisateur, alors qu'à l'écran elle campe sa mère (en effet, Joël Séria s'est inspiré de ses propres souvenirs pour le personnage de Roger). Elle joue donc sa propre grand-mère.
- Pour jouer Gâtineau, Joël Séria voulait Jean-Pierre Marielle, son acteur fétiche (Charlie et ses deux nénettes, Les Galettes de Pont-Aven, Comme la lune, Les Deux Crocodiles), mais celui-ci a dû se désister pour problème de santé (audition). C'est finalement Michel Galabru qui tient le rôle de ce vieil acteur qui déclame Oceano Nox, le poème de Victor Hugo, provoquant l'hilarité des deux amis collégiens.
- Pour jouer « Saucisse », le pion dépassé, François Damiens avait été pressenti ; c'est finalement Bruno Lochet qui interprète le personnage.
- Dans le film, les immatriculations des véhicules se terminent toutes par XL 3.

## Tournage
- Le film a été tourné à Aubigné, petit village situé à 45 km de Niort, dans les Deux-Sèvres ainsi que dans le Val-d'Oise à Herblay, Neuville-sur-Oise et Theuville